# 3dots and more
3dots and more（スリードッツアンドモア）は日本の女性アイドルグループ。専門学校東京スクール・オブ・ビジネスのマスコミ・広報学科が授業の一環でマネージメント等を行っている。

## 概要
2014年4月26日、元PLIMEの草野真梨絵や若林愛を中心とする制作チーム（後の3dots and more制作運営委員会）によって集められた1期メンバーで「...and more」結成。その他大勢を意味する言葉から名付けられ、「and moreからonly oneへ」をスローガンに掲げる。同年8月30日に秋葉原アソビットシティにてお披露目ライブを実施。以降、地下アイドルシーンで精力的なライブを展開するも、ライブハウスなどでその他の出演者を意味する「...and more」の表記とグループ名が紛らわしいことから、グループ名の「...」を「3dots」と読ませ、同年11月29日より「3dots and more」に改名する。2015年3月11日、ミニアルバム「preview」でCDデビュー。この時のメンバー構成が3人組であったことが「3dots」の由来と誤解されることもある。
専門学校東京スクール・オブ・ビジネスのマスコミ・広報学科が授業の一環でマネージメント、プロモーション、ファンクラブ運営などを担っており、「教材アイドル」とも称されている。
グループとしては特定の芸能プロダクションには所属しておらず、作曲家やミュージシャンを中心に構成されている制作運営委員会や東京スクール・オブ・ビジネス、メンバーが個別に所属するプロダクションなどが窓口になっている。
2016年9月30日、資金難から制作運営委員会が解散。以降メンバー自身による自主制作で活動を継続する。
2017年3月1日、新運営が発足。1度グループを解体し、再構成することを発表した。

## メンバー
| 名前                       | ニックネーム | 誕生日   | 血液型 | 出身地 | 加入期 | 在籍期間                 | 備考   | メンバーカラー |
| -------------------------- | ------------ | -------- | ------ | ------ | ------ | ------------------------ | ------ | -------------- |
| 上地唯加 （うえち ゆいか） | ゆいか       | 11月20日 | O型    | 長野県 | 3期    | 2015年12月12日加入発表 - | 最年少 | 黄色           |
| 日吉優香                   |              |          |        |        | 4期    | 2017年1月14日 -          |        |                |

## 元メンバー
| 名前                         | ニックネーム    | 誕生日   | 血液型 | 出身地   | 加入期 | 在籍期間                                  | 備考                                                       | メンバーカラー |
| ---------------------------- | --------------- | -------- | ------ | -------- | ------ | ----------------------------------------- | ---------------------------------------------------------- | -------------- |
| 草野真梨絵 （くさの まりえ） | まりえさん      | 8月30日  | B型    | 東京都   | -      | 2015年7月1日加入発表 - 2016年2月13日退任  | PLIME初代リーダー プレイングマネージャーとして期間限定加入 | 青             |
| 天野あいか （あまの あいか） | あいか          | 6月16日  | O型    | 静岡県   | 1期    | 2014年4月26日結成 - 2015年7月25日脱退     |                                                            | 黄色           |
| 伊藤さゆり （いとう さゆり） | さゆ            | 1月23日  | O型    | 神奈川県 | 2期    | 2015年7月1日加入発表 - 2016年11月30日脱退 | 最年長                                                     | オレンジ       |
| 前田彩未 （まえだ あみ）     | あみ リーダー   | 12月16日 | A型    | 東京都   | 1期    | 2015年1月17日加入発表 - 2016年11月30日    | リーダー                                                   | 緑             |
| クルズ理沙 （くるず りさ）   | りさ くるるん   | 9月7日   | O型    | 宮城県   | 1期    | 2014年4月26日結成 - 2017年2月22日卒業     |                                                            | 紫             |
| 梅原慧美 （うめばら えみ）   | うめちゃん えみ | 2月26日  | A型    | 神奈川県 | 3期    | 2015年12月12日加入発表 - 2017年3月1日脱退 |                                                            | ピンク         |
| 怜那光 （れいな ひかり）     |                 |          |        |          | 4期    | 2017年1月14日 - 2017年3月4日脱退          |                                                            | 緑             |

## 3dots and more制作運営委員会
3dots and moreは作曲家やミュージシャンなど、音楽を生業とする個人が集まって資金や専門内外の技術を出し合って運営されている。
CDのクレジット上では「3dots Produce Team」と表記されている。 
2016年9月30日、資金難を理由に解散。

### 解散時主要メンバー
- 浅野ケン：作曲/編曲/プロデュース/アートワーク/他
- 大貫和紀：作曲/編曲/レコーディングエンジニア/他
- 工藤勝洋：作曲/編曲/他
- 若林愛：作詞/アートワーク/スタイリスト/他
- 草野真梨絵：振付/スタイリスト/他
- D-SUKE
- D.A.

## ディスコグラフィー

### ミニアルバム
| 枚  | タイトル        | 収録曲 | 発売日        | 規格品番   | 発売/販売                  | 備考                                                                             |
| --- | --------------- | --- | ------------- | ---------- | -------------------------- | -------------------------------------------------------------------------------- |
| 1st | preview         | 1. CHANCE（作詞：若林愛/作曲編曲：カタオカタカオ） 2. Sunny Face（作詞：若林愛/作曲編曲：福岡良太） 3. AWKWARD（作詞：若林愛/作曲編曲：河原レオ・高木龍一） 4. OVER THE RAINBOW <More Rock ‘15> feat. PLIME（作詞：青山紳一郎/作曲編曲：浅野ケン） 5. 心の音（作詞：若林愛/作曲編曲：浅野ケン）                                                             | 2015年3月11日 | AECB-10018 | art evidnce/ダイキサウンド | レコーディング時のメンバーは天野あいか、クルズ理沙、前田彩未                     |
| 2nd | LIFE IS A PARTY | 1. BOON-BOON-BOON（作詞：若林愛/作曲編曲：浅野ケン） 2. Shaking（作詞：若林愛/作曲：工藤勝洋/編曲：児玉洋平・工藤勝洋） 3. Summer Magic（作詞：若林愛/作曲編曲：大貫和紀） 4. KEEP on SHINING（作詞：若林愛/作曲：工藤勝洋/編曲：児玉洋平・工藤勝洋） 5. 二色の仮面（作詞：若林愛/作曲編曲：大貫和紀） 6. Happy Birthday（作詞：若林愛/作曲編曲：浅野ケン） | 2015年8月26日 | AECB-10019 | art evidnce/ダイキサウンド | レコーディング時のメンバーはクルズ理沙、前田彩未、伊藤さゆり、草野真梨絵         |
| 3rd | IDOLoid         | 1. ホントノセカイ（作詞：若林愛/作曲編曲：児玉洋平） 2. Painless（作詞：若林愛/作曲編曲：浅野ケン） 3. 完璧女子道（作詞：若林愛/作曲編曲：大貫和紀） 4. ドキドキワンダーランド（作詞：若林愛/作曲編曲：河原レオ・高木龍一） 5. 制服をしまった日（作詞：若林愛/作曲：工藤勝洋/編曲：児玉洋平）                                                               | 2016年3月2日  | AECB-10020 | art evidnce/ダイキサウンド | レコーディング時のメンバーはクルズ理沙、前田彩未、伊藤さゆり、上地唯加、梅原慧美 |

## 出演

### 主なライブ出演
- 新ユニット“...and more”お披露目ミニライブ（2014年8月30日、秋葉原アソビットシティ）
- 遅れてきたバレンタイン 〜 3dots and more『preview』レコ発 〜（2015年2月19日、池袋BlackHole）
- 3dots and more ミニライブ（2015年5月17日、イオン下妻）
- HMV大宮アルシェアイドルコレクション2015 Vol.5（2015年9月27日、大宮アルシェ）
- 東京スクール・オブ・ビジネス presents 3dots and more 3rdミニアルバム『IDOLoid』レコ発ワンマン 〜 3期メンバーもお披露目しちゃいます！SP 〜（2016年2月18日、渋谷RUIDO K2）
- Coco Radia 〜夏祭りSpecial edition in Garden〜（2016年7月30日、下北沢GARDEN）
- 第7回熱闘アイドル甲子園 in サマーフェスティバル（2016年8月21日、渋谷4会場同時開催）
- Club asiaプレミアムスーパーライブ（2016年9月4日、渋谷Club asia）
- Show Up the Idol in Shibuya（2016年10月16日、渋谷duo MUSIC EXCHANGE）
- Shinjuku Idol Fes 2016 〜Welcome to Halloween!!〜（2016年10月23日、新宿東口ステーションスクエア）

### 主なテレビ出演
- 東京オーディション（2015年10月5日、TOKYO MXテレビ）
- musicる TV（2016年6月13日、テレビ朝日）[注釈 4]
- 未来定番曲 〜Future Standard〜（2016年6月20日 – 7月5日、テレビ埼玉、BS12 トゥエルビ、とちぎテレビ、テレビ神奈川、群馬テレビ）